# Ramponio Verna
Ramponio Verna ist eine ehemalige italienische Gemeinde in der Provinz Como in der Lombardei. Sie wurde 2017 nach einem Gemeindezusammenschluss aufgelöst und setzte sich aus den beiden Fraktionen Ramponio (Gemeindesitz) und Verna zusammen.

## Geographie
Das ehemalige Gemeindegebiet liegt zwischen dem Luganersee und dem Lago di Como auf einer Höhe von etwa 705 m s.l.m.

## Geschichte
Der Gemeinde Ramponio Verna wurde für militärische Tapferkeit, für die Opfer ihrer Bevölkerung und für ihre Tätigkeit im Partisanenkampf der Resistenza das Kriegskreuz für militärische Tapferkeit verliehen. Am 1. Januar 2017 schloss sich Ramponio Verna mit den Gemeinden Lanzo d’Intelvi und Pellio Intelvi zur neuen Gemeinde Alta Valle Intelvi zusammen. Nachbargemeinden waren Claino con Osteno, Laino, Lanzo d’Intelvi, Pellio Intelvi und Valsolda. Beim Zusammenschluss besaß die Gemeinde 465 Einwohner.

## Bevölkerung
| Bevölkerungsentwicklung' | Bevölkerungsentwicklung' | Bevölkerungsentwicklung' | Bevölkerungsentwicklung' | Bevölkerungsentwicklung' | Bevölkerungsentwicklung' | Bevölkerungsentwicklung' | Bevölkerungsentwicklung' | Bevölkerungsentwicklung' | Bevölkerungsentwicklung' | Bevölkerungsentwicklung' | Bevölkerungsentwicklung' |
| ------------------------ | ------------------------ | ------------------------ | ------------------------ | ------------------------ | ------------------------ | ------------------------ | ------------------------ | ------------------------ | ------------------------ | ------------------------ | ------------------------ |
| Jahr                     | 1861                     | 1881                     | 1901                     | 1911                     | 1931                     | 1951                     | 1971                     | 1991                     | 2001                     | 2011                     | 2012                     |
| Einwohner                | 633                      | 706                      | 729                      | 795                      | 634                      | 542                      | 422                      | 389                      | 403                      | 411                      | 427                      |

## Sehenswürdigkeiten
- Im Ortsteil Ramponio: Pfarrkirche San Benedetto mit Fresken[1]
- Kirche San Pancrazio mit Fresken[2]
- Kirche Sant’Ambrogio[3]
- Kirche Sant’Antonio ai Monti[4]
- Oratorium Vergine Assunta[5]
- Oratorium San Giovanni Nepomuk[6]
- Museum Pietro Gàuli im Ortsteil Verna[7]